# Pohronský Bukovec
Pohronský Bukovec (in tedesco Wukowitz o Buggowetz, in ungherese Bukovec) è un comune della Slovacchia facente parte del distretto di Banská Bystrica, nella regione omonima.

## Storia
Il villaggio è citato per la prima volta nel 1563 (con il nome di Wuggawitz).